# Kraftwerk Port-Est
Das Kraftwerk Port-Est (französisch Centrale thermique du Port-Est) ist ein Ölkraftwerk. Es befindet sich in der Gemeinde Le Port auf der französischen Insel Réunion, die im Indischen Ozean liegt. Es besteht aus zwölf MAN-Dieselmotoren, die zusammen 210 Megawatt (elektrisch) leisten. Das Kraftwerk kann etwa 25 % des Strombedarfs von Réunion decken. Das Kraftwerk soll das bestehende Kraftwerk Port-Ouest ersetzen.
Betreiber des Kraftwerks, in dem etwa 95 Menschen beschäftigt sind, ist die Électricité de France (EDF).

## Geschichte
Am 13. Oktober 2009 erhielt EDF die Genehmigung zum Bau des Kraftwerks. Die drei ersten Motoren wurden am 7. August 2010 angeliefert. Der erste Generator speiste erstmals am 10. Juli 2012 Strom in das Stromnetz ein. Seit Ende 2012 ist das Kraftwerk in Betrieb. Seit dem 1. Oktober 2013 sind alle zwölf Motoren im regulären Betrieb und am 11. Oktober 2013 wurde das Kraftwerk offiziell eingeweiht. EDF investierte 500 Millionen Euro in den Bau des Kraftwerks.